# Houbaropsis bengalensis
L'otarda del Bengala (Houbaropsis bengalensis (P. L. Statius Müller, 1776)), unica specie del genere Houbaropsis Sharpe, 1893, è un rarissimo uccello della famiglia degli Otididi originario di Nepal meridionale, India nord-orientale e Vietnam meridionale.

## Descrizione

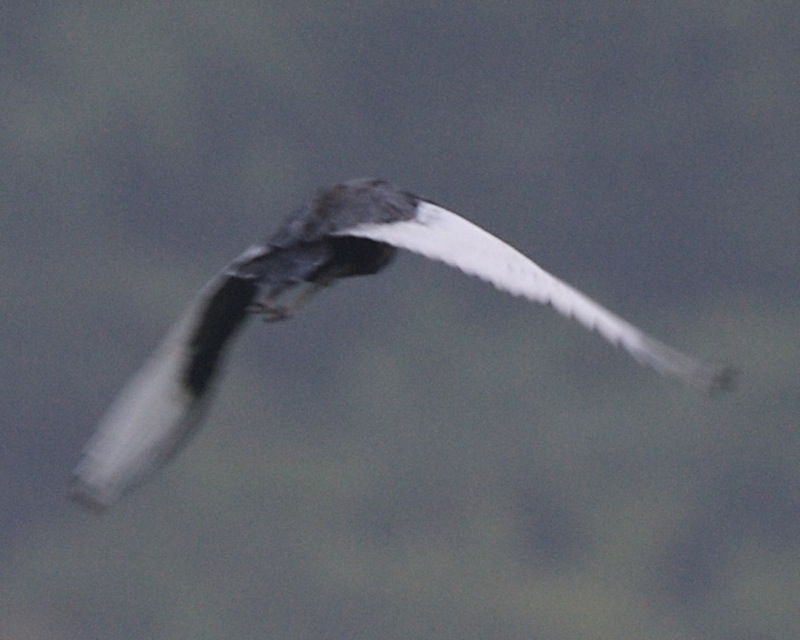
Un giovane esemplare in volo.

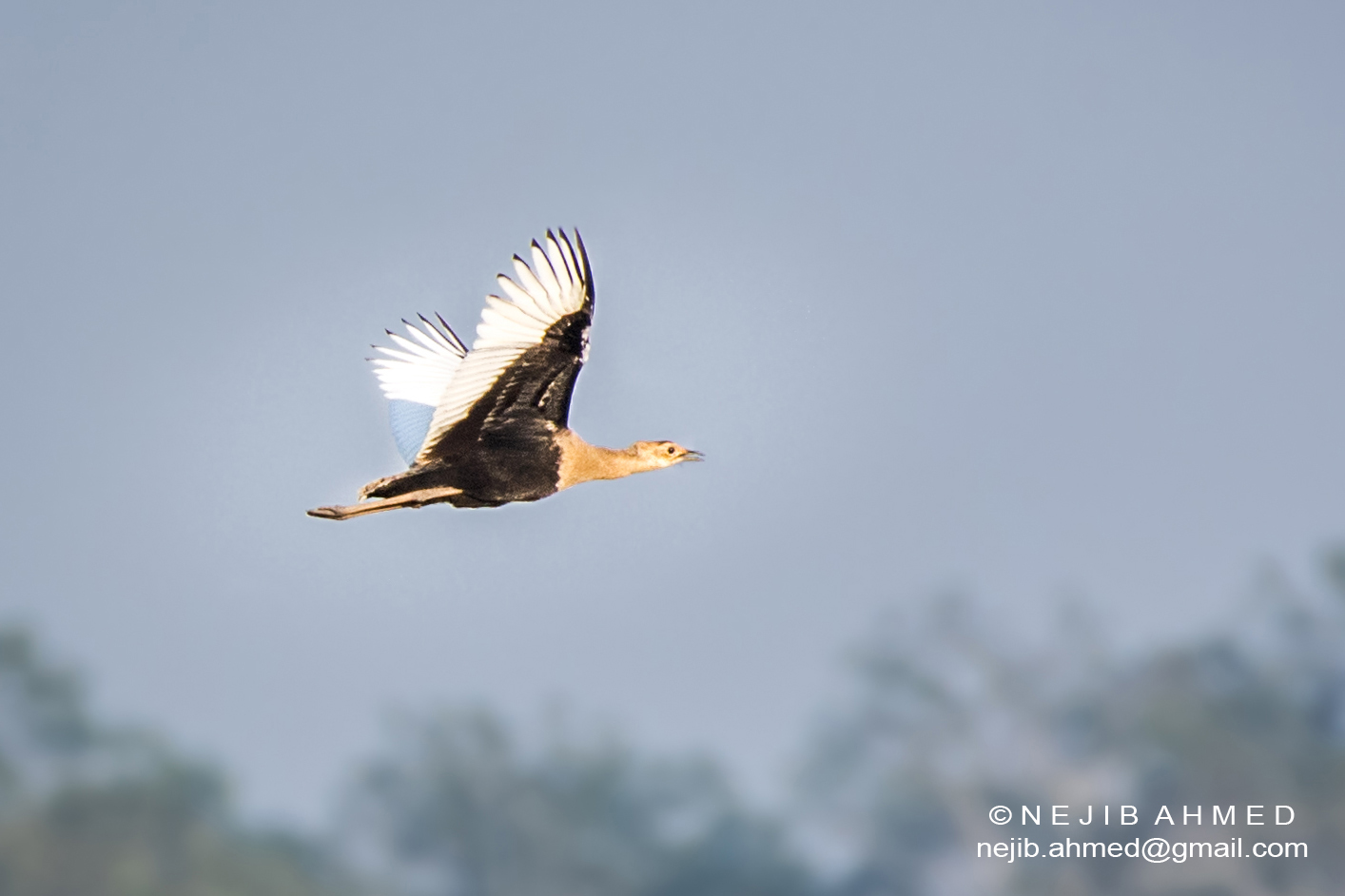
Un maschio adulto in volo nel parco nazionale di Manas (Assam).

### Dimensioni
Il maschio misura 64 cm di lunghezza, per un peso di 1250-1700 g; la femmina misura 68 cm di lunghezza, per un peso di 1700-2250 g.

### Aspetto
A prima vista, l'otarda del Bengala presenta lo stesso aspetto generale degli altri otididi, a causa delle lunghe zampe nude e della postura del corpo molto orizzontale. Il maschio ha il collo e la testa neri, con un ciuffetto sulla sommità di quest'ultima. Tutte le parti inferiori sembrano ricoperte di velluto nero scuro. Il dorso è beige-marrone o beige-sabbia con abbondanti macchioline, vermicolature e chiazze nere a forma di scaglioni. Un ciuffo di lunghe piume nere forma una sorta di bavaglio sul davanti del petto. È possibile distinguere una larga macchia bianca scintillante a livello delle copritrici. In volo, le grandi dimensioni, il collo disteso, le zampe incollate al corpo e l'insieme del piumaggio di colore bianco e nero costituiscono dei caratteri di riconoscimento indiscutibili.
Le femmine e i maschi molto giovani presentano un piumaggio beige-rosso o beige-sabbia con macchie e scaglioni neri sul dorso. La larga macchia alare bianca è assente. Il cappuccio è marrone scuro con un'evidente striscia beige lucente sulla sommità. Gli immaturi acquisiscono il piumaggio degli adulti con la prima muta di primavera, ma, piuttosto stranamente, ritornano al piumaggio giovanile durante la muta autunnale. Una volta che il piumaggio adulto è completamente acquisito (cioè con la seconda muta primaverile), conservano questa colorazione in tutte le stagioni.
Le otarde del Bengala hanno l'iride gialla o marrone e il becco color corno con un po' di giallo sulla mandibola inferiore e a livello della bocca. Le zampe e i piedi sono di colore giallo paglierino, a volte con una leggera sfumatura verde o piombo.

### Voce
Le otarde del Bengala sono generalmente piuttosto silenziose al di fuori del periodo nuziale. Al momento delle parate, emettono dei gracidii e dei ronzii piuttosto strani. In caso di disturbo o di pericolo, producono dei chik-chik-chik stridenti e metallici. In altre occasioni, per comunicare o restare in contatto, possono lanciare dei richiami piuttosto simili, ma più sommessi e lamentosi.

## Biologia

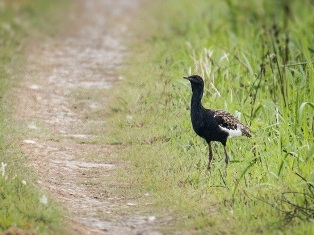
Un esemplare nel parco nazionale di Orang (Assam).

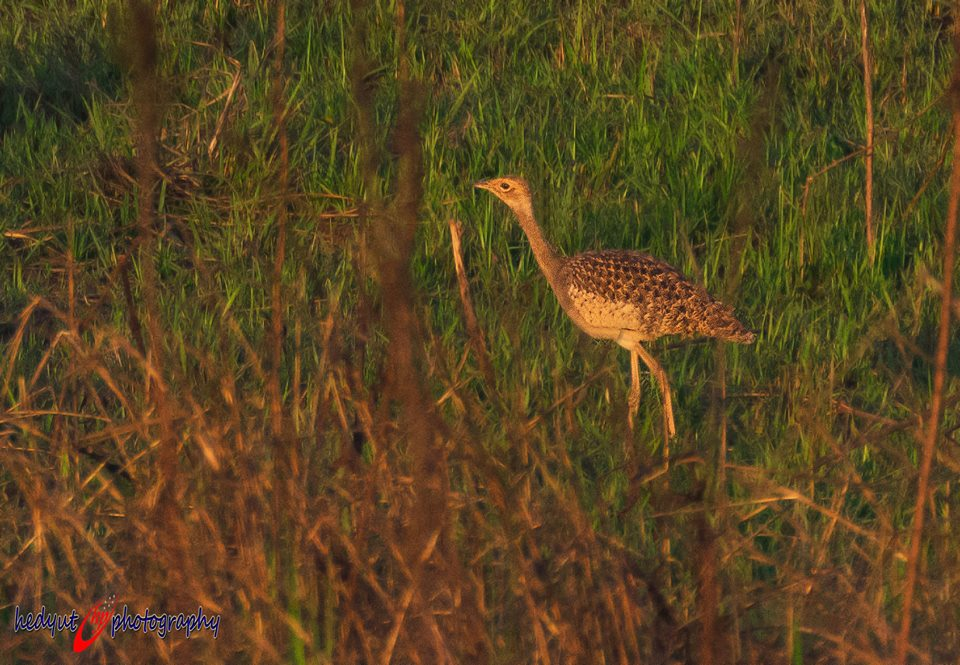
Una femmina nel parco nazionale di Manas.

Diversamente dalle otarde del genere Otis, le otarde del Bengala non sono molto gregarie. Molto spesso vivono da sole, anche se a volte è possibile trovare da 4 a 8 esemplari in uno spazio piuttosto limitato. Queste otarde vanno in cerca di cibo nelle praterie aperte ricoperte da erbe basse o in terreni che sono stati recentemente colpiti da un incendio. Svolgono le loro attività al mattino presto e in serata, e preferiscono ritirarsi al riparo della vegetazione con il procedere della mattinata. Le otarde del Bengala praticano una sorta di segregazione sessuale, con maschi e femmine che si alimentano in luoghi separati. Sono estremamente prudenti e vigili, ma quando stanno nell'erba alta che le nasconde fuggono solo se l'intruso si avvicina a pochi metri di distanza. Le otarde del Bengala sono in grado di volare per distanze molto lunghe, ma possono anche correre velocemente, il che spesso consente loro di mettersi fuori dalla portata dei predatori. In volo, si spostano grazie ai potenti battiti delle loro larghe ali, con le zampe tenute incollate sotto l'addome e non lasciate penzolare come fanno le gru o le cicogne.

### Alimentazione
Le otarde del Bengala sono onnivore. Tuttavia, il loro menu è costituito principalmente da sostanze vegetali come i fiori di senape o i semi di piante oleaginose. Mangiano anche erbe succulente, bacche, semi ordinari e cardamomo selvatico. Le otarde del Bengala integrano la loro dieta con qualche insetto: locuste, cavallette, coleotteri e formiche. Occasionalmente, catturano lucertole e piccoli serpenti. Ingeriscono anche una grande quantità di sabbia e di ghiaia.

### Riproduzione
Nell'Assam il periodo di riproduzione va da marzo a giugno, in particolare dalla fine di marzo all'inizio di aprile. Nelle altre regioni ha luogo in giugno-luglio-agosto. Il nido è una piccola depressione situata sul terreno di una vasta prateria ai piedi delle colline dell'Himalaya. È spesso molto difficile da individuare, in quanto la femmina è molto discreta quando si trova nelle sue vicinanze e si alza in volo solo quando la situazione è veramente allarmante. La covata comprende generalmente due uova lisce e lucenti dalla forma ovale abbastanza regolare. Sono di colore verde oliva con piccole macchie marroni e violacee e dei segni grigiastri alla base. La femmina cova da sola per circa 30 giorni.
Come la maggior parte delle otarde del subcontinente indiano, i maschi hanno costumi sessuali piuttosto dissoluti e cercano di sedurre numerose partner diverse con parate stravaganti. Durante questi rituali, ai limiti del caricaturale e del grottesco, eseguono salti di 8-10 metri al di sopra dell'erba alta, effettuando un volo stazionario tenendo le grandi ali allargate e scendendo perpendicolarmente al punto di partenza prima di rifare nuovamente la stessa manovra qualche secondo dopo. Questi salti acrobatici sono accompagnati da leggeri gracidii o da profondi ronzii o borbottii. Nella fase successiva i corteggiatori si avvicinano alla promessa sposa come fanno i tacchini, sollevando e dispiegando la coda a ventaglio, strascicando le ali a terra e producendo gli stessi ronzii di prima. Dopo l'accoppiamento, i maschi mostrano apparentemente una totale mancanza di interesse per l'allevamento della covata e ritornano alle loro attività di seduzione cercando di attrarre una nuova partner.

## Distribuzione e habitat
Le otarde del Bengala frequentano tutti i tipi di prateria delle regioni di pianura. Si trovano più di frequente nelle distese aride che sono temporaneamente inondate dalle acque, in appezzamenti erbosi naturali o semi-naturali alternati a zone di boscaglia e di piccoli arbusti. Durante la stagione umida penetrano spesso nei boschi radi, come fanno ad esempio in Cambogia. Le popolazioni indiane sembrano essere sedentarie, mentre quelle del Sud-est asiatico sono più soggette a movimenti locali. Durante la stagione riproduttiva i maschi preferiscono habitat in cui ogni genere di attività umana è pressoché nulla, spesso delle praterie che sono state colpite dagli incendi della boscaglia. Le femmine preferiscono piuttosto delle aree aperte che non hanno subito alcuna modificazione, né ad opera del fuoco né ad opera della conversione in terreni agricoli.
Le otarde del Bengala vivono in due popolazioni ben distinte: una nel subcontinente indiano, l'altra nel Sud-est asiatico. L'areale della prima popolazione si estende dall'Uttar Pradesh fino all'Assam e all'Arunachal Pradesh, passando per il Nepal. La popolazione dell'Asia sud-orientale vive principalmente in Cambogia nell'area del lago Tonlé Sap, ma il suo territorio può estendersi fino al sud del Vietnam.

## Tassonomia
Questa specie è suddivisa in due razze che coincidono perfettamente con la ripartizione geografica sopra descritta:
- H. b. bengalensis (P. L. Statius Müller, 1776), diffusa in modo molto frammentato nell'area lungo il confine tra Nepal meridionale e India, nonché nelle pianure dell'India nord-orientale; in passato era presente anche nel Bangladesh;
- H. b. blandini Delacour, 1928, diffusa in Cambogia; in passato era presente anche nel Vietnam meridionale.

## Conservazione
Dall'inizio del secolo scorso la popolazione di otarda del Bengala è diminuita drasticamente. Secondo una recente stima (2001) in Nepal sarebbero rimasti tra 32 e 60 esemplari. Per la popolazione cambogiana le stime oscillavano tra le 666 e le 1004 unità, di cui circa 300 erano maschi in età riproduttiva. La ragione principale di questo declino va attribuita al degrado degli habitat e alla conversione delle praterie in terreni agricoli. Anche il pascolo eccessivo, il taglio inappropriato delle erbe e gli incendi volontari dei terreni possono essere considerati dei validi motivi. La caccia a scopo alimentare e per puro divertimento ha senza dubbio accentuato il fenomeno. La specie è classificata dalla IUCN come «in pericolo critico» (Critically Endangered).